# تمسک (دابودشت)
تمسک یک روستا در ایران است که در بخش دابودشت شهرستان آمل در استان مازندران واقع شده‌است.

## جمعیت
این روستا در دهستان دشت‌سر قرار دارد و براساس سرشماری مرکز آمار ایران در سال ۱۳۸۵، جمعیت آن ۹۴۴ نفر (۲۶۵ خانوار) بوده‌است.